# Thoracocharax securis
Thoracocharax securis és una espècie de peix de la família dels gasteropelècids i de l'ordre dels caraciformes que es troba a Sud-amèrica: conca del riu Amazones.
És un peix d'aigua dolça i de clima tropical (23 °C-30 °C). Els mascles poden assolir 6,7 cm de longitud total.